# Auverland

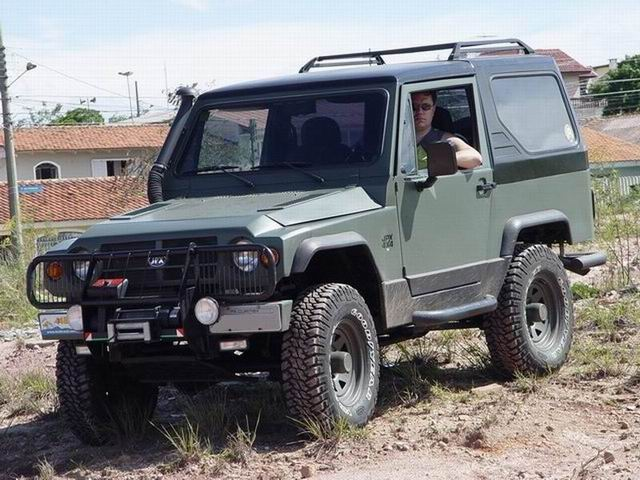
O Jipe brasileiro JPX Montez,
baseado no Auverland A3.

Auverland (Société nouvelle des automobiles Auverland), cuja denominação oficial actualmente é Panhard geral defense, é um construtor de veículos militares protegidos e todo-terreno dirigido por Christian Mons.
Criada no início dos anos 1980 em Saint-Germain-Laval por François Servanin - na mesma fábrica produzia o "Cournil", que está na base do UMM, a empresa falhou e desapareceu devido a diversificação nos veículos civis.
Em 2001, a Société Nouvelle des Automobiles Auverland (SNAA), tinha retomado a produção centrando-se no mercado militares e dos serviços públicos (polícia, Gendarmerie, bombeiros).
Com a produção do seu pequeno veículo protegido, "PVP", ou ainda o A4VL para o exército francês, Auverland renasce com o sucesso e adquire ao grupo PSA a SCMPL Panhard em Janeiro de 2005.
A sociedade Auverland é detida para 76% pela família Cohen, 10% por Christian Mons, 7% por Pedra Dalmas e 7% pela família Servanin.
Em 2005, a sociedade realizou um volume de de negócios de 60 milhões de euros e tinha um efectivo de 300 assalariados (SCMPL e SNAA).
Desde 30 de Dezembro de 2005, a sociedade utiliza a denominação de "Panhard General Defense" e previa um volume de de negócios de mais de 95 milhões de euros para 2006 e 120 milhões para 2007.
Apesar da sua dimensão modesta perante os actores principais da indústria militar, afirmou-se como o líder europeu dos engenhos blindados de rodas com menos de 10 toneladas, com a gama de veículos mais completa do mercado.

## Modelos
- A3 L
- A3 F
- A4 Fast
- A5
- TC 10
- TC 24
- PVP (Panhard)